# Processo di Berlino

In verde chiaro i membri della UE che non hanno partecipato.

Il processo di Berlino è una iniziativa diplomatica legata all'allargamento dell'Unione europea ai paesi dei Balcani occidentali. È una delle principali iniziative diplomatiche tedesche verso il Sud Est Europa durante il terzo cancellierato di Angela Merkel.
Il processo di Berlino è un meccanismo di cooperazione intergovernativa sul tema delle infrastrutture e degli investimenti economici in Sud Est Europa. Ha avuto avvio con la Conferenza di Berlino di fine agosto 2014, seguita dalla Conferenza di Vienna di fine agosto 2015. Le successive conferenze si sono tenute nel 2016 a Parigi, nel 2017 a Trieste, nel 2018 a Londra e nel 2019 a Poznań.
Tra le iniziative di cooperazione avviate c'è stata l'istituzione della Comunità dei trasporti dell'Europa sudorientale, stabilita dal trattato firmato a Trieste il 9 ottobre 2017.